# Agnorisma collaris
Agnorisma collaris är en fjärilsart som beskrevs av Augustus Radcliffe Grote och Robinson 1868. Agnorisma collaris ingår i släktet Agnorisma och familjen nattflyn. Inga underarter finns listade i Catalogue of Life.